# خطای (خداآفرین)
خطای یکی از روستاهای استان آذربایجان شرقی است که در دهستان گرمادوز غربی بخش گرمادوز شهرستان خداآفرین واقع شده‌است.